# Hypoleria negrina
Hypoleria negrina är en fjärilsart som beskrevs av William James Kaye 1918. Hypoleria negrina ingår i släktet Hypoleria och familjen praktfjärilar. Inga underarter finns listade i Catalogue of Life.